# Tangenziale di Sanremo
La tangenziale di Sanremo, conosciuta come Aurelia Bis, è una strada statale italiana della lunghezza complessiva di 10,1 km se si considerano anche le due Statali collegate senza soluzione di continuità, 5,2 km il tratto costruito dall'AutoFiori.
Essa permette grazie a 6 svincoli il rapido collegamento tra Taggia e Sanremo.
Il progetto originale prevedeva il collegamento con Ospedaletti ed Arma di Taggia con un percorso a doppia carreggiata.

## Costruzione
Il nucleo principale dell'Aurelia Bis fu costruita in convenzione dall'AutoFiori al fine di permettere un rapido collegamento tra il casello di Arma di Taggia e la zona orientale di Sanremo. In cambio dell'impegno a costruire tale opera, all'AutoFiori fu concesso una proroga della concessione autostradale in atto sulla A10.
Fu costruita secondo criteri autostradali (due carreggiate a 2 corsie, curve ad ampio raggio, pendenze nulle).
Indubbio fu il beneficio immediato al traffico locale che venne decongestionato all'ingresso orientale dell'area urbana.
Per tale motivo, fu deciso di costruire la continuazione, anche se con una carreggiata unica verso occidente (zona ospedale); negli anni successivi l'ANAS costruì la galleria Villetta classificandola come ex NSA 306, attuale strada statale 718 di Sanremo. 
Nel 2007 cominciarono i lavori per due nuove espansioni sia a occidente (galleria San Giacomo) sia a oriente (variante di Taggia). 
Nel novembre 2009 si inaugurò la ex NSA 341 strada statale 720 Variante di Taggia nel lato tabiese, mentre per l'apertura della galleria San Giacomo si dovette aspettare giugno 2011. 
È in discussione il progetto di continuare l'Aurelia Bis verso il casello autostradale di Sanremo Ovest e completare l'anello viario con l'uscita Foce.

## Caratteristiche
L'Aurelia Bis è una strada a doppia carreggiata a due corsie nel tratto Taggia-San Martino con un limite di 50 km/h nel tratto Taggia-Arma e di 70 km/h nel tratto Arma-San Martino(questo limite è stato cambiato ultimamente dai 90 km/h ai 70 km/h.)
Nel tratto di Sanremo tra San Martino ed il Centro è una strada a singola carreggiata con una corsia per senso di marcia ove vige un limite di 80 km/h.
L'opera in totale conta 7 gallerie di cui 2 artificiali, 2 viadotti e 6 svincoli. Si estende in galleria per circa l'80% del tracciato.

## Svincoli della tangenziale
| Tangenziale di Sanremo |                                                        |      |      |           |
| Tipo                   | Uscita                                                 | ↓km↓ | ↑km↑ | Provincia |
|                        | TAGGIA (Stazione FS) SP 548 Valle Argentina            | 0,0  | 10,1 | IM        |
|                        | SANREMO EST ARMA DI TAGGIA (Outlet) Genova-Ventimiglia | 1,5  | 8,5  | IM        |
|                        | SANREMO (Valle Armea)                                  | 3,5  | 6,5  | IM        |
|                        | SANREMO (San Martino)                                  | 6,5  | 3,5  | IM        |
|                        | SANREMO (S.Lazzaro/Ospedale)                           | 8,3  | 1,7  | IM        |
|                        | SANREMO (Centro/B.Tinasso)                             | 10   | 0    | IM        |